# Petr Chelčický

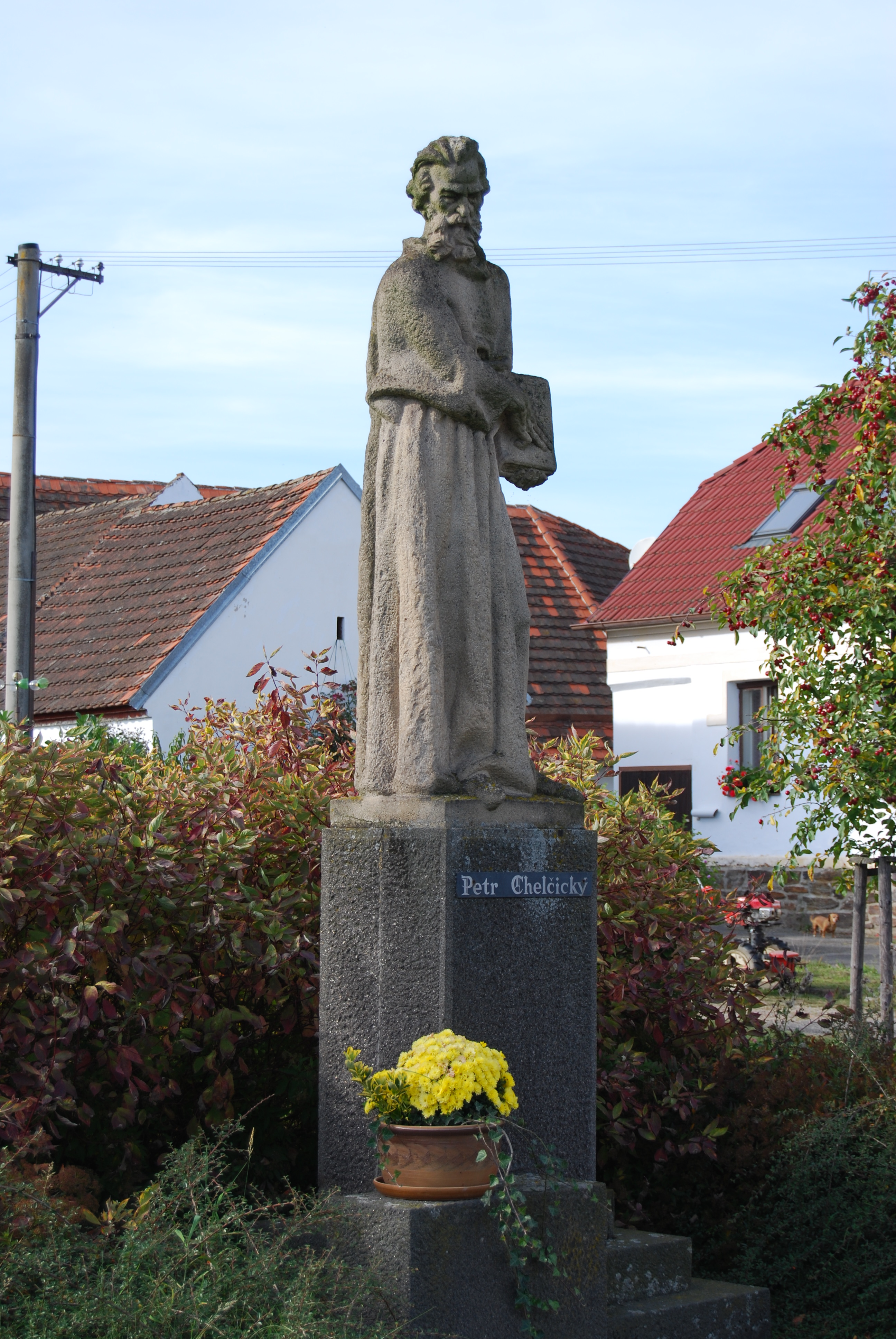
Petr Chelčický

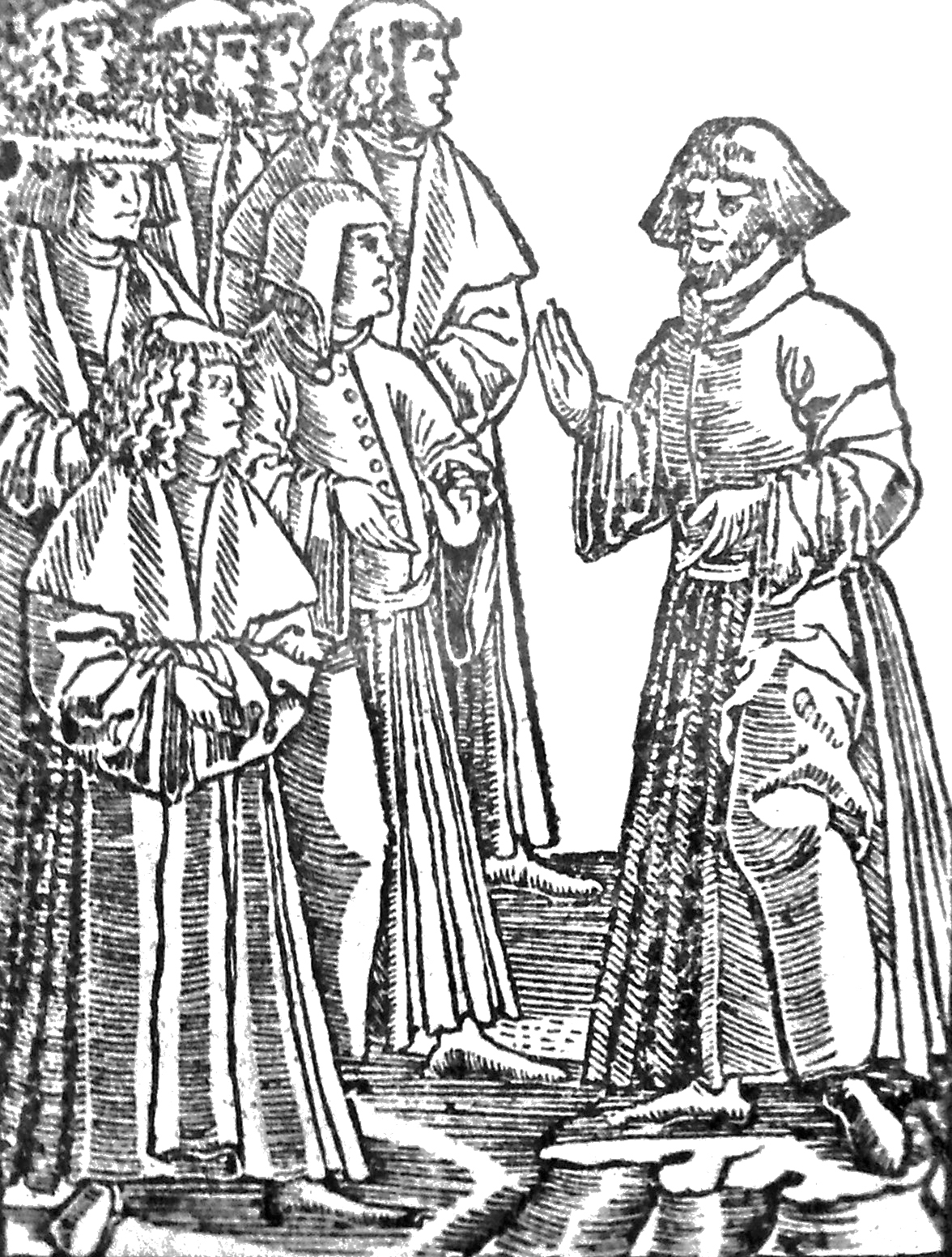
Petr Chelčický mit Gelehrten der Universität Prag

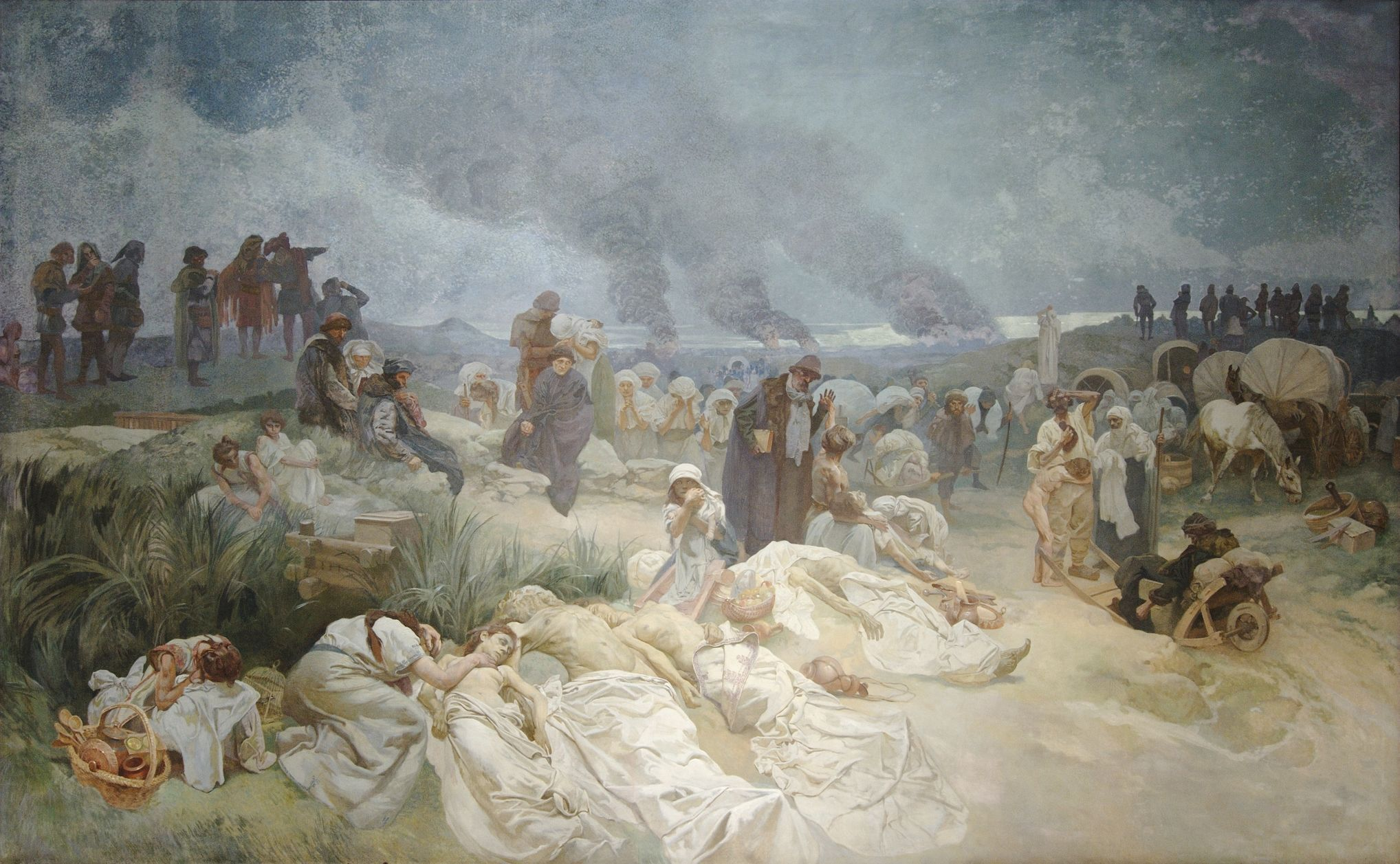
Petr Chelčický bei Vodňany (1918, aus dem Slawischen Epos von Alfons Mucha)

Petr Chelčický (deutsch Peter von Cheltschitz), auch Peter von Záhorka, (* wahrscheinlich um 1390 in Chelčice bei Vodňany; † um 1460 in Chelčice) war ein tschechischer Laientheologe, Reformator und Schriftsteller. Er gilt als geistiger Vater der Unität der Böhmischen Brüder (Jednota bratrská/Unitas Fratrum).

## Leben
Die Biographie Chelčickýs liegt in vielen Punkten im Dunkeln, da er als unbequemer Denker von der Inquisition in Böhmen bedroht war. Er war über viele Jahrhunderte fast vergessen. Er wurde zwischen 1380 und 1390 als Sohn eines südböhmischen Landedelmannes oder eines Freibauern geboren und wird heute als identisch mit 
Peter von Záhorka angesehen. Die Záhorkas von Záhořice hatten ihren Sitz auf der Feste Záhoří (deutsch Zahorschitz), die sich an der Stelle des heutigen Hofes Záhorčí in der Herrschaft Strakonitz (Strakonice) in Südböhmen befand.
Der Prediger und Theologe war Laie und Anhänger des bedeutenden böhmischen Reformators Jan Hus. Da er um 1410 herum in Prag lebte, ist es wahrscheinlich, dass er Hus persönlich kannte. Nach dessen Feuertod 1415 auf dem Scheiterhaufen in Konstanz hielt sich Chelčický um 1420 erneut in Prag auf, wo es zu einer ersten schweren inhaltlichen und theologischen Auseinandersetzung mit dem Nachfolger von Jan Hus als Prediger an der Bethlehemskapelle in Prag, dem Hussiten Jakobellus von Mies, kam. Die nach Jan Hus benannten Hussiten waren nach dessen Tod in zwei Parteien gespalten, die pragmatischen Utraquisten und die radikalen Taboriten. In Böhmen wütete während der Hussitenkriege ein jahrelanger gewalttätiger Kampf unter beiden Gruppen sowie den Kreuzfahrerheeren der Katholiken. Die Auseinandersetzungen forderten in Böhmen und den Nachbarländern viele Menschenleben.
Seit 1420 zurückgezogen auf seinem Gut in Südböhmen lebend, entwickelte Chelčický in diversen Traktaten und Abhandlungen in alttschechischer Sprache, beeinflusst von John Wyclif (1330–1384), eine radikal pazifistische Vision des Christentums, die er aber durchaus streitlustig und bildreich in seinen Schriften ausführte. So verglich er Kaiser und Papst mit zwei mächtigen Walfischen, die das Fischernetz des Apostels Petrus zerrissen hätten. Er lehnte jegliche Machtausübung und Gewalt in der Kirche ab, ebenso deren Besitz. Er begründete diese Auffassung mit der als Fälschung erkannten konstantinischen Schenkung. Er erstrebte eine Rückkehr zum Urchristentum, postulierte die Gleichheit aller Christen, rief zu freiwilliger Armut auf, lehnte das Mönchstum ab, sprach sich gegen die Wehrpflicht aus und lehnte den Eid ab. Er kritisierte die damalige ständische Gesellschaftsordnung der Grundherrschaft und Erbuntertänigkeit. Chelčický starb zwischen 1452 und 1460.

## Publikationen (Auswahl)
- O boji duchovním (Vom geistigen Kampf); 1421
- O církvi svaté (Von der heiligen Kirche); 1421
- O trojiem lidu (Über dreierlei Volk)
- Postilla, entstanden 1434–41 (dt. Auszüge: Vom Frieden Gottes, Leipzig 1920; Vom guten Willen, Leipzig 1921)
- Sieť viery (Das Netz des Glaubens), entstanden 1440–43, zuerst gedruckt 1521 bei Pavel Severin in Prag. Eine deutsche Übersetzung von Carl Vogl erschien 1970 im Georg Olms Verlag, Hildesheim. Eine textkritische Ausgabe in heutigem tschechisch wurde herausgegeben von Jaroslav Boubín, Historický ústav Praha 2012, ISBN 978-80-7286-196-5.
- Menší spisy, Prag 1891 (daraus dt. Sermon von der Grundlage der menschlichen Gesetze, Prag 1936)
- Traktáty, Prag 1940 (dt. Wir Narren um Christi Willen, Prag 1929)
- Replika proti Rokycanovi (dt. Das Gift der heiligen Kirche. Eine Polemik um die Macht der Kirche in der Zeit der böhmischen Reformation. Die Replik von Chelčický an Bischof Rokycana, Berlin 1993)

## Nachwirkung
Chelčický ist einer der bedeutenden tschechischen Reformatoren, der manche Standpunkte der Lehre Martin Luthers vorwegnahm und von der Gedankenwelt des John Wyclif beeinflusst war. Seine polemischen und dogmatischen Schriften zählen zu den wichtigsten Leistungen der alttschechischen Literatur. Zu seinen Anhängern zählten auch Deutsche aus Ostböhmen. Er gilt als geistiger Vater der Böhmisch-Mährischen Brüderunität, die wichtige Gedanken Chelčickýs aufnahmen. Chelčický selbst hat keine neue Kirche oder Glaubensgemeinschaft gegründet.
Erst im 19. Jahrhundert wurde Chelčický wiederentdeckt. Besonders Leo Tolstoi fühlte sich von seinen Ideen angesprochen, empfand ihn als Vorläufer seiner eigenen pazifistischen Konzeption eines Urchristentums und erwähnte ihn lobend in seinem Buch Das Himmelreich in euch. Er führte die Ähnlichkeiten im Denken auf angebliche gemeinsame Wesenszüge als Slawen zurück.
In seinem Heimatort Chelčice befindet sich ein Denkmal und eine Gedenkhalle für den Theologen.